# Seznam krajev Unescove svetovne dediščine v Mongoliji
Organizacija Združenih narodov za izobraževanje, znanost in kulturo (UNESCO) razglaša območja svetovne dediščine izjemne univerzalne vrednosti za kulturno ali naravno dediščino, ki so jih nominirale države podpisnice Unescove konvencije o svetovni dediščini, ustanovljene leta 1972. Kulturna dediščina je sestavljena iz spomenikov (kot so arhitekturna dela, monumentalne skulpture ali napisi), skupin stavb in najdišč (vključno z arheološkimi najdišči). Naravne značilnosti (ki jih sestavljajo fizične in biološke formacije), geološke in fiziografske formacije (vključno z habitati ogroženih vrst živali in rastlin) ter naravna najdišča, ki so pomembna z vidika znanosti, ohranjanja narave ali naravne lepote, so opredeljena kot naravna dediščina. Mongolija je konvencijo ratificirala 2. februarja 1990.
Mongolija ima na seznamu šest najdišč. Prvo najdišče, kotlina Uvs Nur, je bilo uvrščeno na seznam leta 2003. Najnovejše najdišče, spomeniki Jelenovega kamna in sorodna najdišča iz bronaste dobe, je bilo uvrščeno na seznam leta 2023. Dve najdbi sta naravni in si ju deli z Rusijo. Druga štiri najdišča so uvrščena na seznam zaradi svojega kulturnega pomena. Poleg tega ima Mongolija na začasnem seznamu 12 lokacij.

## Območja svetovne dediščine
UNESCO uvršča območja pod deset kriterijev; vsak vpis mora izpolnjevati vsaj eno od meril. Kriteriji od i do vi so kulturni, kriteriji od vii do x pa so naravni.
- Nadnacionalno območje

| Ime                                                           | Slika                                               | Lega (mongolska provinca) | Leto vpisa | UNESCO data                     | Opis |
| ------------------------------------------------------------- | --------------------------------------------------- | ------------------------- | ---------- | ------------------------------- | --- |
| Porečje Uvs Nur *                                             | A satellite photograph of a lake in a dry landscape | Uvs, Zavkhan, Khövsgöl    | 2003       | 769rev; ix, x (naravno)         | To nadnacionalno območje obsega sedem posesti v Rusiji in pet v Mongoliji. Porečje Uvs Nur je veliko endoreično porečje, ki se izliva v veliko, plitvo in zelo slano jezero Uvs. Porečje vsebuje široko paleto habitatov, vključno z mokrišči, stepami, različnimi vrstami gozdov, sladkovodnimi in slanovodnimi ekosistemi ter gorsko tundro. Območje je dom več vrstam ptic, snežnemu leopardu, mongolski puščavski podgani, argaliju in sibirskemu kozorogu (Capra sibirica). |
| Kulturna krajina doline Orhon                                 | A river flowing through a dry landscape             | Arkhangai, Övörkhangai    | 2004       | 1081rev; ii, iii, iv (kulturno) | Kulturna krajina vzdolž obeh bregov reke Orhon pokriva obsežne pašnike in več arheoloških najdišč. Območje je bilo dom več valov nomadskih ljudstev, prvi znaki naselitve pa so se pojavili pred več kot 60.000 leti. V zadnjih dveh tisočletjih so dolino naseljevali nomadski živinorejci, Huni, turška ljudstva, Ujguri, Kitani in nazadnje Mongoli. Slednji so v 13. stoletju ustvarili obsežno Mongolsko cesarstvo s prestolnico v Karakorumu. Med spomeniki v dolini so orhonski napisi, ki so jih v 8. stoletju ustvarili Göktürki, ruševine Ordu-Balika, prestolnice Ujgurskega kaganata v 8. in 9. stoletju, ter budistična samostan Erdene Zuu in Tujkhun ermitaža iz 16. in 17. stoletja. |
| Petroglifski kompleksi mongolskega Altaja                     | Petroglyphs depicting animals and humans            | Bayan-Ölgii               | 2011       | 1382; iii (kulturno)            | To najdišče obsega tri komplekse petroglifov, Cagan Salaa-Baga Oigor, Zgornji Cagan Gol in Aral Tolgoi, katerih deli so v narodnem parku Altaj Tavan Bogd. Najstarejši petroglifi segajo v obdobje okoli 11.000 pr. n. št., v pozni pleistocen, in prikazujejo živali, kot so mamuti, nosorogi in noji, ki so živeli na tem območju, ko je bilo veliko hladneje in bolj suho kot danes. Slike iz naslednjih tisočletij prikazujejo spremembe živalskih združb in prehod iz lova v družbo, ki je temeljila na pastirski reji in nomade, odvisne od konj. Najnovejši ostanki segajo v poznejše turško obdobje (7. in 8. stoletje n. št.).                                                              |
| Velika gora Burkhan Khaldun in njena okoliška sveta pokrajina | Mountains and forest in a winter setting            | Khentii                   | 2015       | 1440; iv, vi (kulturno)         | Verjame se, da je to območje kraj, kjer se je rodil in je pokopan Džingiskan, ki je leta 1206 ustanovil Mongolsko cesarstvo. Po knjigi Skrivna zgodovina Mongolov je formaliziral prakso čaščenja gora, ki je bila prej globoko zakoreninjena v šamanskih tradicijah nomadskih ljudstev. Romarska pot do gore vodi mimo treh ovoojev (šamanskih skalnih gomil). Konec 15. stoletja je čaščenje gora nadomestil budizem, vendar so bile od 1990-ih nekatere tradicije oživljene in integrirane z budističnimi obredi. |
| Pokrajine Daurije*                                            | A white-naped crane on grass                        | Dornod                    | 2017       | 1448rev; ix, x (naravno)        | Daurija ali Transbajkalsko območje je regija vzhodno od Bajkalskega jezera. Nadnacionalno območje obsega območja naravnega rezervata Daurski v Rusiji in tri območja v Mongoliji, vključno z biosfernim rezervatom Mongol Daguur. Pokrajina vključuje različne stepske ekosisteme, gozdove in travnike, pa tudi mokrišča in jezera. Območje je pomembno kot gnezdišče ali selitvena pot za več vrst ptic, kot je belovrati žerjav (Antigone vipio) (na sliki), in je tudi selitveno območje mongolske gazele (Procapra gutturosa). |
| Spomeniki jelenovi kamni in sorodna najdišča iz bronaste dobe | Deer stone site near Mörön                          | Khövsgöl, Arkhangai       | 2023       | i, iii (kulturno)               | To najdišče obsega štiri skupine z jelenjimi kamni, megaliti iz pozne bronaste in zgodnje železne dobe, ki so bili uporabljeni za obredne in pogrebne običaje. Kamni so narejeni iz granitnih blokov in so vgravirani z upodobitvami jelenov, pa tudi s človeškimi obrazi, simboli in različnimi živalmi. Do sedaj je bilo odkritih približno 1200 teh kamnov. Na najdiščih so našli tudi spomenike, imenovane khirgisüüri, in ploščate grobove. |

## Predhodni seznam
Poleg lokacij, vpisanih na Seznam svetovne dediščine, lahko države članice vodijo seznam predhodnih lokacij, ki jih lahko upoštevajo za nominacijo. Nominacije za Seznam svetovne dediščine so sprejete le, če je bila lokacija že prej uvrščena na predhoden seznam.[11] Mongolija ima na svojem predhodnem seznamu 12 lokacij.
| Ime                                                                   | Slika                                                                         | Lega (mongolska provinca)        | Leto predloga | UNESCO kriterij           | Opis |
| --------------------------------------------------------------------- | ----------------------------------------------------------------------------- | -------------------------------- | ------------- | ------------------------- | --- |
| Puščavske pokrajine mongolskega Velikega Gobija                       | Three Bactrian camels in a desert                                             | več lokacij                      | 2014          | viii, ix, x (naravno)     | Ta nominacija zajema tri velika območja v puščavi Gobi: strogo zavarovano območje Veliki Gobi – del A in del B ter strogo zavarovano območje Mali Gobi – del B. Surova pokrajina s široko paleto neokrnjenih puščavskih značilnosti je dom številnim vrstam velikih sesalcev, od katerih so mnoge ogrožene. Med njimi so sajga, snežni leopard, Przewalskijev konj, mongolski divji osel, golšasta gazela in divja dvogrba kamela (na sliki).                                                                                       |
| Najdišča fosilov krednih dinozavrov v mongolski puščavi Gobi          | Fossil of two fighting dinosaurs, with labels added                           | več lokacij                      | 2014          | vii, viii (naravno)       | V pozni kredi je imelo območje današnje puščave Gobi vlažno podnebje z obilnimi vodnimi viri in je bilo dom številnim vrstam dinozavrov. V 100 letih izkopavanj so paleontologi odkrili skoraj 80 rodov dinozavrov, ki segajo v obdobje od pred 99 do 70 milijoni let. Najdbe so imele izjemen pomen za razvoj paleontologije in za razumevanje evolucije dinozavrov. Med pomembnimi najdbami so prvo gnezdo z jajci dinozavrov, odkrito leta 1922, in bojni dinozavri (na sliki), ostanki protoceratopsa in velociraptorja v boju. |
| Vzhodnomongolske stepe                                                | Illustration of a male and a female Mongolian gazelle                         | več lokacij                      | 2014          | ix, x (naravno)           | Ta nominacija zajema pet območij z največjimi preostalimi neokrnjenimi zmernimi travniki na svetu. V pokrajini prevladuje pet vrst trav, pa tudi grmičevje. Stepe so dom čred mongolskih gazel (ilustracija na sliki), ki se pasejo na travah. Druge vrste sesalcev so golšasta gazela, svizec tarbagana (Marmota sibirica), petprsti skakač Cardiocranius paradoxus in kozlov pritlikavi skakač Salpingotus kozlovi. |
| Samostan Amarbajasgalant in njegova okoliška sveta kulturna pokrajina | A monastery in Chinese-style architecture                                     | Selenge                          | 2014          | ii, iii (kulturno)        | Budistični samostan, dokončan leta 1736, stoji na koncu dolge globoke doline. V dolini so številni grobovi iz turškega obdobja, ki segajo v 3. do 7. stoletje, kar kaže na dolgoletni verski pomen lokacije. Samostan združuje različne sloge: postavitev je mandžurska, arhitekturni elementi so kitajski, ljudski elementi pa mongolski. |
| Samostan Baldan Bereven in njegova sveta okolica                      | A monastery with white walls and green roofs                                  | Khentii                          | 2014          | ii, iii, v (kulturno)     | Budistični samostan stoji v gorovju Khentii, blizu več svetih gora, vključno z Burkhan Khaldun. Vrhunec je dosegel v začetku 19. stoletja, ko je bil zgrajen glavni tempelj. Danes so ostali trije obnovljeni templji. Pokrajina, ki obdaja samostan, ohranja tradicije nomadske živinoreje in selitve živine. |
| Sveta gora Binder in z njo povezana območja kulturne dediščine        |                                                                               | Khentii                          | 2014          | ii, iii, v (kulturno)     | Sveta gora je v gorovju Khentii. Območje vsebuje številna arheološka najdišča iz različnih obdobij, začenši s paleolitikom. Med najdišči so Binder Ovoo (gomila kamenja), zid Almsgiverja (kamnita stena, dolga 3 kilometre), ostanki naselij in grobišč iz različnih obdobij ter več krajev s skalnimi poslikavami in napisi v različnih jezikih. Ostanki odražajo združitev šamanizma in budističnih tradicij nomadskih ljudstev.                                                                                                 |
| Pogrebna mesta elite Šjongnu                                          |                                                                               | več lokacij                      | 2014          | ii, iii (kulturno)        | Ta nominacija zajema pet pogrebnih najdišč Hunsunov, nomadskega ljudstva, ki je bilo prevladujoča sila na travnikih Srednje Azije med 4. stoletjem pr. n. št. in 2. stoletjem n. št. in je prednik sodobnih Mongolov. Najdišča kažejo podobne sloge: velike elitne terasaste grobnice in majhne okrogle grobnice z žrtvenimi elementi. Grobni pridatki kažejo na trgovske povezave Hunsunov s Kitajsko dinastije Čin in Han, pa tudi z Grško-Baktrijo in Perzijo.                                                                   |
| Arheološko najdišče Khuduu Aral in okoliška kulturna krajina          |                                                                               | Khentii                          | 2014          | iii, iv, vi (kulturno)    | Kulturna krajina Khuduu Aral je na stičišču gora in suhe stepe. Območje so že od paleolitika naseljevale različne nomadske skupnosti, kar dokazujejo številna arheološka najdišča. V Avargi je Džingiskan ustanovil svojo prvo prestolnico, kot je opisano v Skrivnostni zgodovini Mongolov in Džami' al-tavarih. Kasneje so jo uporabljali njegovi nasledniki. Danes so ohranjene ruševine. |
| Petroglifski kompleksi v mongolski puščavi Gobi                       | Petroglyphs depicting animals and human figures                               | Dundgovi, Bayankhongor, Ömnögovi | 2014          | iii (kulturno)            | Ta nominacija zajema tri najdišča s petroglifi (na sliki je Khajcgait), ki datirajo v bronasto dobo, približno od 4. do 1. tisočletja pr. n. št. Upodabljajo ljudi, živali, kot so konji in kamele, simbole, lovske prizore, moške z vozovi in redko upodobitev goveda, ki vleče plug. Petroglifi ponazarjajo kulturo in verska prepričanja ljudi, ki so živeli v mongolski puščavi Gobi in okolici. Goro DŽavkhlant Khairkhan še vedno častijo lokalni pastirji.                                                                   |
| Mongolsko višavje Altaja                                              | People on horses and camels riding, a snow-covered mountain in the background | Bayan-Ölgii                      | 2014          | ii, iii, iv, x (mešano)   | Ta nominacija zajema tri območja v mongolskem gorovju Altaj, narodni park Altaj Tavan Bogd (na sliki je Tavan Bogd, najvišja gora v državi) in dve območji v narodnem parku Silkhem. Različne kulture so na tem območju pustile svoje sledi. Kompleksi petroglifov v Tavan Bogdu so že uvrščeni na seznam svetovne dediščine. Tam so skitska grobišča iz 1. tisočletja pred našim štetjem, jelenji kamni in kurgani. Z naravnega vidika območje domuje živalim, kot so argali, snežni leopard in kozorog.                           |
| Svete gore Mongolije                                                  | A prominent mountain with snow on top                                         | več lokacij                      | 2015          | iii (kulturno)            | Tradicije čaščenja gora se v Mongoliji odvija že od antičnih časov, sprva s šamanističnimi praksami in kasneje z budističnimi obredi. Nekatere gore imajo templje ali ovooje, povezane z njimi. Verniki ponujajo mlečne pijače ter pojejo molitve in sutre, povezane s posamezno sveto goro. Zaradi svoje svete narave so gore ostale nedotaknjene in neokrnjene. Na sliki je gora Otgontenger. |
| Mongolski del Velike čajne poti                                       | Buddhist monastery with a modern building in the background, winter scene     | več lokacij                      | 2025          | ii, iii, v, vi (kulturno) | Velika čajna pot je bila kopenska trgovska mreža, ki se je raztezala od Wuhana na Kitajskem, prečkala Mongolijo in nadaljevala skozi Sibirijo do evropske Rusije. Ustanovljena je bila konec 17. stoletja, predvsem za prevoz čaja, pa tudi znanja, tehnoloških inovacij in umetnosti. Za prevoz so uporabljali kamelje karavane. Nominacija zajema 12 lokacij vzdolž mongolskega dela poti, vključno s transportnimi postajami, sveto goro Čoiriin Bogd in zgodovinskimi kraji, kot je samostan Gandan (na sliki).                 |